# ATP Tour 1998
Die ATP Tour 1998 war der neunte Jahrgang der Herrentennis-Turnierserie, die jährlich von der Association of Tennis Professionals ausgetragen wird.

## Übersicht
| Anzahl der Turniere nach Turnierserie |
| ------------------------------------- |
| Grand Slam                            |
| ATP Finals Grand Slam Cup             |
| ATP Championship Series, Single-Week  |
| ATP Championship Series               |
| ATP World Series                      |
| Davis Cup                             |
| Teamwettbewerbe                       |

## Turnierplan

### Januar
| Datum1 | Ort       | Turnier                                  | Serie                | Belag2    | Sieger Einzel  | Sieger Doppel                  |
| ------ | --------- | ---------------------------------------- | -------------------- | --------- | -------------- | ------------------------------ |
| 05.01. | Doha      | Qatar Mobil Open '98                     | International Series | Hartplatz | Petr Korda     | Mahesh Bhupathi Leander Paes   |
| 05.01. | Adelaide  | Australian Men’s Hardcourt Championships | International Series | Hartplatz | Lleyton Hewitt | Joshua Eagle Andrew Florent    |
| 12.01. | Sydney    | Adidas International                     | International Series | Hartplatz | Karol Kučera   | Mark Woodforde Todd Woodbridge |
| 12.01. | Auckland  | BellSouth Open                           | International Series | Hartplatz | Marcelo Ríos   | Patrick Galbraith Brett Steven |
| 19.01. | Melbourne | Australian Open                          | Grand Slam           | Hartplatz | Petr Korda     | Jonas Björkman Jacco Eltingh   |

### Februar
| Datum1 | Ort              | Turnier                          | Serie                     | Belag2        | Sieger Einzel      | Sieger Doppel                     |
| ------ | ---------------- | -------------------------------- | ------------------------- | ------------- | ------------------ | --------------------------------- |
| 02.02. | Marseille        | Open 13                          | International Series      | Hartplatz (i) | Thomas Enqvist     | Donald Johnson Francisco Montana  |
| 02.02. | Split            | Croatian Indoors                 | International Series      | Teppich (i)   | Goran Ivanišević   | Martin Damm Jiří Novák            |
| 09.02. | San Jose         | Sybase Open                      | International Series      | Hartplatz (i) | Andre Agassi       | Mark Woodforde Todd Woodbridge    |
| 09.02. | Dubai            | Dubai Tennis Open                | International Series      | Hartplatz     | Àlex Corretja      | Mahesh Bhupathi Leander Paes      |
| 09.02. | Sankt Petersburg | St. Petersburg Open              | International Series      | Teppich (i)   | Richard Krajicek   | Nicklas Kulti Mikael Tillström    |
| 16.02. | Antwerpen        | European Community Championships | International Series Gold | Hartplatz     | Greg Rusedski      | Wayne Ferreira Jewgeni Kafelnikow |
| 16.02. | Memphis          | Kroger/St. Jude International    | International Series Gold | Hartplatz (i) | Mark Philippoussis | Mark Woodforde Todd Woodbridge    |
| 23.02. | London           | Guardian Direct Cup              | International Series Gold | Teppich (i)   | Jewgeni Kafelnikow | Martin Damm Jim Grabb             |
| 23.02. | Philadelphia     | Advanta Championships            | International Series Gold | Hartplatz (i) | Pete Sampras       | Jacco Eltingh Paul Haarhuis       |

### März
| Datum1 | Ort          | Turnier                           | Serie                | Belag2      | Sieger Einzel     | Sieger Doppel                 |
| ------ | ------------ | --------------------------------- | -------------------- | ----------- | ----------------- | ----------------------------- |
| 02.03. | Rotterdam    | ABN/AMRO World Tennis Tournament  | International Series | Teppich (i) | Jan Siemerink     | Jacco Eltingh Paul Haarhuis   |
| 02.03. | Scottsdale   | Franklin Templeton Tennis Classic | International Series | Hartplatz   | Andre Agassi      | Cyril Suk Michael Tebbutt     |
| 09.03. | Kopenhagen   | Kopenhagen Open                   | International Series | Teppich (i) | Magnus Gustafsson | Tom Kempers Menno Oosting     |
| 09.03. | Indian Wells | Newsweek Champions Cup            | ATP Super 9          | Hartplatz   | Marcelo Ríos      | Jonas Björkman Patrick Rafter |
| 16.03. | Miami        | The Lipton Championships          | ATP Super 9          | Hartplatz   | Marcelo Ríos      | Ellis Ferreira Rick Leach     |
| 23.03. | Casablanca   | Grand Prix Hassan II              | International Series | Sand        | Andrea Gaudenzi   | Andrea Gaudenzi Diego Nargiso |

### April
| Datum1 | Ort         | Turnier                             | Serie                     | Belag2    | Sieger Einzel       | Sieger Doppel                    |
| ------ | ----------- | ----------------------------------- | ------------------------- | --------- | ------------------- | -------------------------------- |
| 06.04. | Chennai     | Gold Flake Open                     | International Series      | Hartplatz | Patrick Rafter      | Mahesh Bhupathi Leander Paes     |
| 06.04. | Estoril     | Estoril Open                        | International Series      | Sand      | Alberto Berasategui | Donald Johnson Francisco Montana |
| 06.04. | Hongkong    | Salem Open                          | International Series      | Hartplatz | Kenneth Carlsen     | Byron Black Alex O’Brien         |
| 13.04. | Barcelona   | Open SEAT-Godó '98                  | International Series Gold | Sand      | Todd Martin         | Jacco Eltingh Paul Haarhuis      |
| 13.04. | Tokio       | Japan Open                          | International Series Gold | Hartplatz | Andrei Pavel        | Sébastien Lareau Daniel Nestor   |
| 20.04. | Monte Carlo | Monte Carlo Open                    | ATP Super 9               | Sand      | Carlos Moyá         | Jacco Eltingh Paul Haarhuis      |
| 20.04. | Orlando     | U.S. Men’s Clay Court Championships | International Series      | Sand      | Jim Courier         | Grant Stafford Kevin Ullyett     |
| 27.04. | Atlanta     | AT&T Challenge                      | International Series      | Sand      | Pete Sampras        | Ellis Ferreira Brent Haygarth    |
| 27.04. | München     | BMW Open                            | International Series      | Sand      | Thomas Enqvist      | Mark Woodforde Todd Woodbridge   |
| 27.04. | Prag        | Paegas Czech Open                   | International Series      | Sand      | Fernando Meligeni   | Wayne Arthurs Andrew Kratzmann   |

### Mai
| Datum1 | Ort           | Turnier                                | Serie                | Belag2 | Sieger Einzel | Sieger Doppel                    |
| ------ | ------------- | -------------------------------------- | -------------------- | ------ | ------------- | -------------------------------- |
| 04.05. | Coral Springs | America’s Red Clay Tennis Championship | International Series | Sand   | Andrew Ilie   | Grant Stafford Kevin Ullyett     |
| 04.05. | Hamburg       | Licher German Open                     | ATP Super 9          | Sand   | Albert Costa  | Donald Johnson Francisco Montana |
| 11.05. | Rom           | Italian Open                           | ATP Super 9          | Sand   | Marcelo Ríos  | Mahesh Bhupathi Leander Paes     |
| 18.05. | Düsseldorf    | ARAG ATP World Team Championship       | World Team Cup       | Sand   | Deutschland   |                                  |
| 18.05. | St. Pölten    | Internationaler Raiffeisen Grand Prix  | International Series | Sand   | Marcelo Ríos  | Jim Grabb David Macpherson       |
| 25.05. | Paris         | French Open                            | Grand Slam           | Sand   | Carlos Moyá   | Jacco Eltingh Paul Haarhuis      |

### Juni
| Datum1 | Ort              | Turnier                                     | Serie                | Belag2 | Sieger Einzel      | Sieger Doppel                 |
| ------ | ---------------- | ------------------------------------------- | -------------------- | ------ | ------------------ | ----------------------------- |
| 08.06. | Halle (Westf.)   | Gerry Weber Open                            | International Series | Rasen  | Jewgeni Kafelnikow | Ellis Ferreira Rick Leach     |
| 08.06. | Bologna          | XII Internazionali di Tennis CARISBO        | International Series | Sand   | Julián Alonso      | Brandon Coupe Paul Rosner     |
| 08.06. | London           | The Stella Artois Grass Court Championships | International Series | Rasen  | Scott Draper       |                               |
| 15.06. | Nottingham       | The Nottingham Open                         | International Series | Rasen  | Jonas Björkman     | Justin Gimelstob Byron Talbot |
| 15.06. | ’s-Hertogenbosch | Heineken Trophy                             | International Series | Rasen  | Patrick Rafter     | Guillaume Raoux Jan Siemerink |
| 22.06. | Wimbledon        | Wimbledon Championships                     | Grand Slam           | Rasen  | Pete Sampras       | Jacco Eltingh Paul Haarhuis   |

### Juli
| Datum1 | Ort              | Turnier                                       | Serie                     | Belag2    | Sieger Einzel     | Sieger Doppel                     |
| ------ | ---------------- | --------------------------------------------- | ------------------------- | --------- | ----------------- | --------------------------------- |
| 06.07. | Båstad           | Investor Swedish Open                         | International Series      | Sand      | Magnus Gustafsson | Magnus Gustafsson Magnus Larsson  |
| 06.07. | Gstaad           | Rado Swiss Open                               | International Series      | Sand      | Àlex Corretja     | Gustavo Kuerten Fernando Meligeni |
| 06.07. | Newport          | Miller Lite Hall of Fame Tennis Championships | International Series      | Rasen     | Leander Paes      | Doug Flach Sandon Stolle          |
| 20.07. | Stuttgart        | 1998 Mercedes Cup                             | International Series Gold | Sand      | Gustavo Kuerten   | Olivier Delaître Fabrice Santoro  |
| 20.07. | Washington, D.C. | Legg Mason Tennis Classic                     | International Series Gold | Hartplatz | Andre Agassi      | Grant Stafford Kevin Ullyett      |
| 27.07. | Kitzbühel        | Generali Open 1998                            | International Series      | Sand      | Albert Costa      | Tom Kempers Daniel Orsanic        |
| 27.07. | Los Angeles      | Infiniti Open                                 | International Series      | Hartplatz | Andre Agassi      | Patrick Rafter Sandon Stolle      |
| 27.07. | Umag             | International Championship of Croatia         | International Series      | Sand      | Bohdan Ulihrach   | Neil Broad Piet Norval            |

### August
| Datum1 | Ort          | Turnier                                   | Serie                     | Belag2    | Sieger Einzel  | Sieger Doppel                 |
| ------ | ------------ | ----------------------------------------- | ------------------------- | --------- | -------------- | ----------------------------- |
| 03.08. | Amsterdam    | Grolsch Open                              | International Series      | Sand      | Magnus Norman  | Jacco Eltingh Paul Haarhuis   |
| 03.08. | Toronto      | du Maurier Open                           | ATP Super 9               | Hartplatz | Patrick Rafter | Martin Damm Jim Grabb         |
| 10.08. | Cincinnati   | Great American Insurance ATP Championship | ATP Super 9               | Hartplatz | Patrick Rafter | Mark Knowles Daniel Nestor    |
| 10.08. | San Marino   | Internazionali di Tennis di San Marino    | International Series      | Sand      | Dominik Hrbatý | Jiří Novák David Rikl         |
| 17.08. | Indianapolis | RCA Championships                         | International Series Gold | Hartplatz | Àlex Corretja  | Jiří Novák David Rikl         |
| 17.08. | New Haven    | Pilot Pen International                   | International Series Gold | Hartplatz | Karol Kučera   | Wayne Arthurs Peter Tramacchi |
| 24.08. | Boston       | MFS Pro Tennis Championships              | International Series      | Hartplatz | Michael Chang  | Jacco Eltingh Paul Haarhuis   |
| 24.08. | Long Island  | Waldbaum’s Hamlet Cup                     | International Series      | Hartplatz | Patrick Rafter | Julián Alonso Javier Sánchez  |
| 31.08. | New York     | US Open                                   | Grand Slam                | Hartplatz | Patrick Rafter | Cyril Suk Sandon Stolle       |

### September
| Datum1 | Ort         | Turnier                          | Serie                | Belag2        | Sieger Einzel    | Sieger Doppel                         |
| ------ | ----------- | -------------------------------- | -------------------- | ------------- | ---------------- | ------------------------------------- |
| 14.09. | Bournemouth | The Samsung Open                 | International Series | Sand          | Félix Mantilla   | Neil Broad Kevin Ullyett              |
| 14.09. | Taschkent   | President’s Cup 1998             | International Series | Hartplatz     | Tim Henman       | Stefano Pescosolido Laurence Tieleman |
| 14.09. | Bukarest    | Connex Open Romania              | International Series | Sand          | Francisco Clavet | Andrei Pavel Gabriel Trifu            |
| 28.09. | Toulouse    | Grand Prix de Tennis de Toulouse | International Series | Hartplatz (i) | Jan Siemerink    | Olivier Delaître Fabrice Santoro      |
| 28.09. | Mallorca    | Mallorca Open                    | International Series | Sand          | Gustavo Kuerten  | Pablo Albano Daniel Orsanic           |
| 28.09. | München     | Grand Slam Cup                   | Grand Slam Cup       | Hartplatz (i) | Marcelo Ríos     |                                       |

### Oktober
| Datum1 | Ort          | Turnier                               | Serie                     | Belag2        | Sieger Einzel    | Sieger Doppel                    |
| ------ | ------------ | ------------------------------------- | ------------------------- | ------------- | ---------------- | -------------------------------- |
| 05.10. | Basel        | Davidoff Swiss Indoors                | International Series      | Hartplatz (i) | Tim Henman       | Olivier Delaître Fabrice Santoro |
| 05.10. | Palermo      | International Championships of Sicily | International Series      | Sand          | Mariano Puerta   | Donald Johnson Francisco Montana |
| 05.10. | Shanghai     | Shanghai Open '98                     | International Series      | Hartplatz     | Michael Chang    | Mahesh Bhupathi Leander Paes     |
| 12.10. | Singapur     | Heineken Open Singapore               | International Series Gold | Teppich (i)   | Marcelo Ríos     | Mark Woodforde Todd Woodbridge   |
| 12.10. | Wien         | CA Tennis Trophy                      | International Series Gold | Teppich (i)   | Pete Sampras     | Jewgeni Kafelnikow Daniel Vacek  |
| 19.10. | Ostrava      | IPB Czech Indoor                      | International Series      | Teppich (i)   | Andre Agassi     | Nicolas Kiefer David Prinosil    |
| 19.10. | Lyon         | Grand Prix de Tennis de Lyon          | International Series      | Teppich (i)   | Àlex Corretja    | Olivier Delaître Fabrice Santoro |
| 26.10. | Stuttgart    | Eurocard Open                         | ATP Super 9               | Hartplatz (i) | Richard Krajicek | Sébastien Lareau Alex O’Brien    |
| 26.10. | Mexiko-Stadt | Abierto Mexicano de Tenis             | International Series      | Sand          | Jiří Novák       | Jiří Novák David Rikl            |

### November
| Datum1 | Ort               | Turnier                             | Serie                 | Belag2        | Sieger Einzel      | Sieger Doppel                  |
| ------ | ----------------- | ----------------------------------- | --------------------- | ------------- | ------------------ | ------------------------------ |
| 02.11. | Paris             | 13th Paris Open                     | ATP Super 9           | Teppich (i)   | Greg Rusedski      | Mahesh Bhupathi Leander Paes   |
| 02.11. | Bogotá            | Cerveza Club Columbia Open          | International Series  | Sand          | Mariano Zabaleta   | Diego Del Rio Mariano Puerta   |
| 09.11. | Santiago de Chile | Hellman’s Cup                       | International Series  | Sand          | Francisco Clavet   | Mariano Hood Sebastián Prieto  |
| 09.11. | Moskau            | Kremlin Cup                         | International Series  | Teppich (i)   | Jewgeni Kafelnikow | Jared Palmer Jeff Tarango      |
| 09.11. | Stockholm         | Scania Stockholm Open               | International Series  | Hartplatz (i) | Todd Martin        | Nicklas Kulti Mikael Tillström |
| 16.11. | Hartford          | ATP Tour World Championship Doubles | ATP-Weltmeisterschaft | Teppich (i)   |                    | Jacco Eltingh Paul Haarhuis    |
| 23.11. | Hannover          | ATP Tour World Championship         | ATP-Weltmeisterschaft | Hartplatz (i) | Àlex Corretja      |                                |

- 1 Turnierbeginn (ohne Qualifikation)
- 2 Das Kürzel „(i)“ (= indoor) bedeutet, dass das betreffende Turnier in einer Halle ausgetragen wird.

## Statistiken
| Abschlussrangliste 1998 | Abschlussrangliste 1998 | Abschlussrangliste 1998 | Abschlussrangliste 1998 | Abschlussrangliste 1998 |
| #                       | Spieler                 | Punkte                  | Turniersiege            | Wochen auf Platz 1      |
| ----------------------- | ----------------------- | ----------------------- | ----------------------- | ----------------------- |
| 1                       | Pete Sampras            | 3915                    | 4                       | 46                      |
| 2                       | Marcelo Ríos            | 3670                    | 7                       | 6                       |
| 3                       | Àlex Corretja           | 3398                    | 5                       | 0                       |
| 4                       | Patrick Rafter          | 3315                    | 6                       | 0                       |
| 5                       | Carlos Moyá             | 3159                    | 2                       | 0                       |
| 6                       | Andre Agassi            | 2879                    | 5                       | 0                       |
| 7                       | Tim Henman              | 2620                    | 2                       | 0                       |
| 8                       | Karol Kučera            | 2579                    | 2                       | 0                       |
| 9                       | Greg Rusedski           | 2573                    | 2                       | 0                       |
| 10                      | Richard Krajicek        | 2548                    | 2                       | 0                       |
| 11                      | Jewgeni Kafelnikow      | 2515                    | 3                       | 0                       |
| 12                      | Goran Ivanišević        | 2137                    | 0                       | 0                       |
| 13                      | Petr Korda              | 2114                    | 2                       | 0                       |
| 14                      | Albert Costa            | 1823                    | 2                       | 0                       |
| 15                      | Mark Philippoussis      | 1792                    | 1                       | 0                       |
| 16                      | Todd Martin             | 1774                    | 2                       | 0                       |
| 17                      | Thomas Johansson        | 1761                    | 0                       | 0                       |
| 18                      | Cédric Pioline          | 1710                    | 0                       | 0                       |
| 19                      | Jan Siemerink           | 1669                    | 1                       | 0                       |
| 20                      | Félix Mantilla          | 1643                    | 1                       | 0                       |

| Die meisten Turniersiege 1998 | Die meisten Turniersiege 1998 | Die meisten Turniersiege 1998 |
| #                             | Spieler                       | Siege                         |
| ----------------------------- | ----------------------------- | ----------------------------- |
| 1                             | Marcelo Ríos                  | 7                             |
| 2                             | Patrick Rafter                | 6                             |
| 3                             | Àlex Corretja                 | 5                             |
|                               | Andre Agassi                  | 5                             |
| 5                             | Pete Sampras                  | 4                             |
| 6                             | Jewgeni Kafelnikow            | 3                             |